# لنگرود (قم)
لنگرود، روستایی است از توابع بخش مرکزی شهرستان قم در استان قم ایران.

## جمعیت
این روستا در دهستان قنوات قرار دارد و براساس سرشماری مرکز آمار ایران در سال ۱۳۸۵، جمعیت آن ۱۵۷۴ نفر (۳۵۳خانوار) بوده‌است.